# Wardell Jackson
Wardell Jackson (Yazoo City, Misisipi, 18 de julio de 1951) es un exjugador de baloncesto estadounidense que jugó una temporada en la NBA. Con 2,01 metros de estatura, jugaba en la posición de alero.

## Trayectoria deportiva

### Universidad
Jugó durante tres temporadas con los Buckeyes de la Universidad Estatal de Ohio, formando parte del quinteto titular en todas ellas, y ejerciendo como capitán en 1974.

### Profesional
Fue elegido en la nonagésimo octava posición del Draft de la NBA de 1974 por Seattle SuperSonics, donde jugó una temporada, en la que promedió 4,3 puntos y 2,4 rebotes por partido. Antes del comienzo de la temporada 1975-76 fue despedido, abandonando el baloncesto profesional.

## Estadísticas de su carrera en la NBA

### Temporada regular
| Temporada | Edad | Equipo              | Liga | P  | TIT | MIN  | TC  | TCA | %TC  | 3P | 3PA | %3P | TL  | TLA | %TL  | R.OF. | R.DEF. | REB | ASIS | ROB | TAP | PER | FP  | PTS |
| 1974-75   | 23   | Seattle SuperSonics | NBA  | 56 |     | 16.8 | 1.7 | 4.3 | .397 |    |     |     | 0.9 | 1.3 | .718 | 0.9   | 1.4    | 2.4 | 0.5  | 0.5 | 0.1 |     | 2.3 | 4.3 |
| Total     |      |                     | NBA  | 56 |     | 16.8 | 1.7 | 4.3 | .397 |    |     |     | 0.9 | 1.3 | .718 | 0.9   | 1.4    | 2.4 | 0.5  | 0.5 | 0.1 |     | 2.3 | 4.3 |